# Кан (певец)
KAN, наст. имя Кан Кимура (яп. 木村 和, род. 24 сентября 1962 — 12 ноября 2023), — японский певец, автор-исполнитель. По данным компании Oricon, в Японии певец продал более 4,6 миллиона синглов и альбомов.
Наиболее известная его песня — «Ai wa Katsu» (яп. 愛は勝つ, «Любовь победит»), в 1988 году возглавившая недельный хит-парад Oricon. Этот сингл продался в более чем 2 миллионах экземпляров, получил гран-при на 33-й церемонии Japan Record Awards и прославил его исполнителя. Несколько последующих синглов и альбомов Кана занимали места в первой десятке Орикона.
В 2011 году певец посетил Россию, дав концерт в рамках проходившего в Москве фестиваля японской поп-культуры J-FEST.